# The Expert (film 1995)
The Expert è un film statunitense del 1995 diretto da Rick Avery e da William Lustig (non accreditato).

## Trama
Un ex addestratore delle Forze Speciali ed ex militare sempre della stessa forza John Lomax, la cui sorella Jenny è stata assassinata da un serial killer Martin Kagan. Kagan viene processato e grazie alla testimonianza della patologa forense Alice Barnes, viene condannato a morte per poi essere commutato al carcere a vita. Lomax non si rassegna e decide di infiltrarsi nel carcere dove è rinchiuso Kagan per uccciderlo, temendo che possa evadere di nuovo.